# أفيون كروكيت
أفيون كروكيت (بالإنجليزية: Affion Crockett)‏ مواليد 11 أغسطس 1974 في فاييتفيل، الولايات المتحدة، هو ممثل ومنتج وكوميدي أمريكي بدأ مسيرته الفنية سنة 1995.

## الأعمال
- ملائكة تشارلي
- روكيت باور
- إنجيل متى
- ملكة الدماثة 2 مسلحة ورائعة
- مرحبا بك في بيتك روسكو جنكينز
- لا تتراجع
- الدجاجة الآلية
- منزل مسكون
- المنزل المسكون 2
- فاميلي غاي
- خمسون ظل لبلاك

## وصلات خارجية
- أفيون كروكيت على موقع IMDb (الإنجليزية)
- أفيون كروكيت على موقع ميوزك برينز (الإنجليزية)
- أفيون كروكيت على موقع ديسكوغز (الإنجليزية)
- أفيون كروكيت على موقع قاعدة بيانات الفيلم (الإنجليزية)
- AffionCrockett.com